# 李仁 (户部侍郎)
李仁，河南唐縣（今唐河）人。明朝初期政治人物。
李仁早年從仕于陳友諒。此後朱元璋攻下武昌后，李仁歸降。之後因常遇春舉薦，代陶安擔任黃州知府。此後擔任吏部侍郎，后晋升吏部尚書。后因事連坐被貶至青州知府，后升任戶部侍郎。